# Saison 2 de Legion
Chronologie
Saison 1 Saison 3
Cet article présente le guide des onze épisodes de la deuxième saison de la série télévisée américaine Legion.

## Généralités
- Aux États-Unis, la saison a été diffusée à partir du 3 avril 2018 sur FX.
- Au Canada, elle a été diffusée en simultané sur FX Canada.

## Distribution

### Acteurs principaux
- Dan Stevens (VF : Damien Witecka) : David Haller
- Rachel Keller (VF : Ana Piévic) : Sydney « Syd » Barrett
- Aubrey Plaza (VF : Alice Taurand) : Lenny Busker
- Bill Irwin (VF : Bertrand Liebert) : Cary Loudermilk
- Jeremie Harris (en) (VF : Antoine Fleury) : Ptonomy Wallace
- Navid Negahban (VF : Omar Amary) : Amahl Farouk / Shadow King
- Jemaine Clement (VF : Lionel Tua) : Oliver Bird
- Hamish Linklater (VF : Frédéric Popovic) : Clark Debussy
- Amber Midthunder (VF : Aurélie Konaté) : Kerry Loudermilk
- Jean Smart (VF : Martine Irzenski) : Melanie Bird

### Acteurs récurrents
- Marc Oka : l'Amiral Fukyama
- Jon Hamm (VF : Bruno Choël) : le Narrateur
- Nathan Hurd : le Moine
- Katie Aselton (VF : Christèle Billault) : Amy Haller
- Jelly Howie, Brittney Parker Rose et Lexa Gluck : les Vermillons

### Invités
- Quinton Boisclair : Shadow King / Amahl Farouk / Le Démon aux yeux jaunes (épisode 6)
- David Selby : Brubaker (épisode 6)
- Brad Mann : Rudy (épisode 6)
- Kirby Morrow (en) : Benny (épisode 6)

## Production
En mars 2017, il est annoncé que la production quittait Vancouver pour être relocalisée à Los Angeles afin de profiter d'un crédit d'impôt à la production.
En juillet 2017, le rôle de Amahl Farouk a été attribué à Saïd Taghmaoui (vu dans le film Wonder Woman), mais le rôle a été recasté à la fin novembre, qui a été attribué début janvier 2018 à Navid Negahban.

## Épisodes

### Épisode 1:Chapitre 9
- États-Unis /  Canada : 3 avril 2018 sur FX[5] / FX Canada
- France : 4 avril 2018 sur OCS Max

- États-Unis : 669 000 téléspectateurs[6] (première diffusion)

### Épisode 2:Chapitre 10
- États-Unis /  Canada : 10 avril 2018 sur FX / FX Canada
- France : 11 avril 2018 sur OCS Max

- États-Unis : 439 000 téléspectateurs[7] (première diffusion)

### Épisode 3:Chapitre 11
- États-Unis /  Canada : 17 avril 2018 sur FX / FX Canada
- France : 18 avril 2018 sur OCS Max

- États-Unis : 380 000 téléspectateurs[8] (première diffusion)

### Épisode 4:Chapitre 12
- États-Unis /  Canada : 24 avril 2018 sur FX / FX Canada
- France : 25 avril 2018 sur OCS Max

- États-Unis : 434 000 téléspectateurs[9] (première diffusion)

### Épisode 5:Chapitre 13
- États-Unis /  Canada : 1er mai 2018 sur FX / FX Canada
- France : 2 mai 2018 sur OCS Max

- États-Unis : 456 000 téléspectateurs[10] (première diffusion)

### Épisode 6:Chapitre 14
- États-Unis /  Canada : 8 mai 2018 sur FX / FX Canada
- France : 9 mai 2018 sur OCS Max

- États-Unis : 353 000 téléspectateurs[11] (première diffusion)

### Épisode 7:Chapitre 15
- États-Unis /  Canada : 15 mai 2018 sur FX / FX Canada
- France : 16 mai 2018 sur OCS Max

- États-Unis : 451 000 téléspectateurs[12] (première diffusion)

### Épisode 8:Chapitre 16
- États-Unis /  Canada : 22 mai 2018 sur FX / FX Canada
- France : 23 mai 2018 sur OCS Max

- États-Unis : 409 000 téléspectateurs[13] (première diffusion)

### Épisode 9:Chapitre 17
- États-Unis /  Canada : 29 mai 2018 sur FX / FX Canada
- France : 30 mai 2018 sur OCS Max

- États-Unis : 360 000 téléspectateurs (première diffusion)

### Épisode 10:Chapitre 18
- États-Unis /  Canada : 5 juin 2018 sur FX / FX Canada
- France : 6 juin 2018 sur OCS Max

- États-Unis : 467 000 téléspectateurs[14] (première diffusion)

### Épisode 11:Chapitre 19
- États-Unis /  Canada : 12 juin 2018 sur FX / FX Canada
- France : 13 juin 2018 sur OCS Max

- États-Unis : 315 000 téléspectateurs[15] (première diffusion)